# Jann de la Jungle
Jann de la Jungle est une héroïne appartenant à l'univers de Marvel Comics. Créé par le scénariste Don Rico et le dessinateur Art Peddy, le personnage de fiction apparaît pour la première fois dans le comic book Jungle Tales #1, publié en 1954 par Atlas Comics, prédécesseur de Marvel Comics. En version originale, cette tarzanide féminine est connue sous les noms de Jann of the Jungle ou Jann the Jungle Girl. Elle fait partie des jungle girls créées après la réussite de Sheena, reine de la jungle,.

## Historique des publications
Jann de la Jungle apparaît dans les sept premiers numéros de la série Jungle Tales. Le personnage a suffisamment de succès pour qu'à partir du numéro huit, la série soit renommée Jann of the Jungle en 1955. Jann de la Jungle est présente dans les numéros suivants de la série éponyme qui s'arrête au numéro 17 en 1957. Par la suite, elle apparaît de manière sporadique dans les comics Marvel et a une version alternative dans un numéro de What If?.
Les publications, où Jann de la Jungle est présente, sont soumises au Comics Code. Lors d'un interview, le dessinateur Jay Scott Pike, qui a illustré le personnage durant cette période, explique l'impact que ces règles ont eu sur son travail. Il devait faire des seins plus petits pour les jungle girls et lorsque les héroïnes se déplaçaient à l'aide d'une liane ou d'une corde, il ne fallait pas que leur jupe se soulève au-dessus des genoux.

## Biographie du personnage

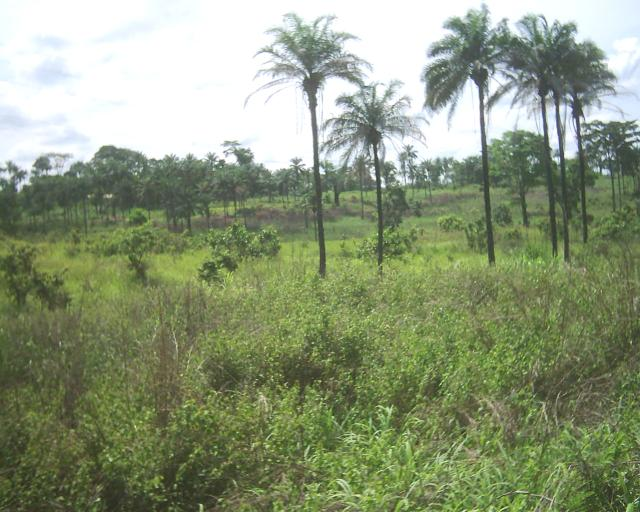
Les aventures de Jann de la Jungle se déroulent au Congo.

Jane Hastings est une ancienne artiste de cirque, trapèziste et dompteur. Elle se rend au Congo pour travailler en tant que cascadeuse sur un film. Lorsque Kuba, un chef des indigènes locaux, la rencontre, il reconnaît la petite-fille de Jann, une jeune femme qui avait vécu là des années auparavant. Sa grand-mère était alors appréciée des habitants pour l'aide qu'elle fournissait en cas de besoin. Jane lui avoue que sa grand-mère lui avait conté son passé, et avait appris à sa mère et elle-même tout ce qu'il faut savoir sur la jungle. Jane Hastings est étonnée de constater que les indigènes se souvenaient de Jann, et de constater qu'elle-même se sentait étrangement chez elle dans ces contrées. Après cette rencontre, Jane sauve l'équipe de tournage d'un danger. Elle décide ensuite de rester dans la jungle et adopte le nom de son aïeule. Dans ses aventures contre les braconniers et les dangers de la jungle, elle est souvent aidée par son ami photographe Pat Mahoney,.

## Capacités et équipement
Jann de la Jungle est une acrobate de talent qui possède des connaissances dans le domptage des animaux et la survie dans la jungle. Elle emploie plus particulièrement des couteaux et des cordes.

## Version alternative
Le comic book What If? vol.1 #9 présente une réalité alternative à la continuité principale de l'univers Marvel. L'histoire se déroule en 1958 et s'intitule "What If... the Avengers Had Been Formed During the 1950's?" ce qui signifie que se serait-il passé si les Vengeurs avaient été formés dans les années 1950. Le super-héros Marvel Boy est chargé de proposer à l'Homme-Gorille de devenir membre des Vengeurs, une équipe mise en place par l'agent du FBI Jimmy Woo. Marvel Boy se rend dans la jungle du Congo. Avec l'aide de Jann de la Jungle, il retrouve l'Homme-Gorille aux prises avec un groupe de lions. Ils réussissent à les mettre en fuite. Les deux hommes repartent aux États-Unis et Jann continue à protéger la jungle,.